# 大村公園

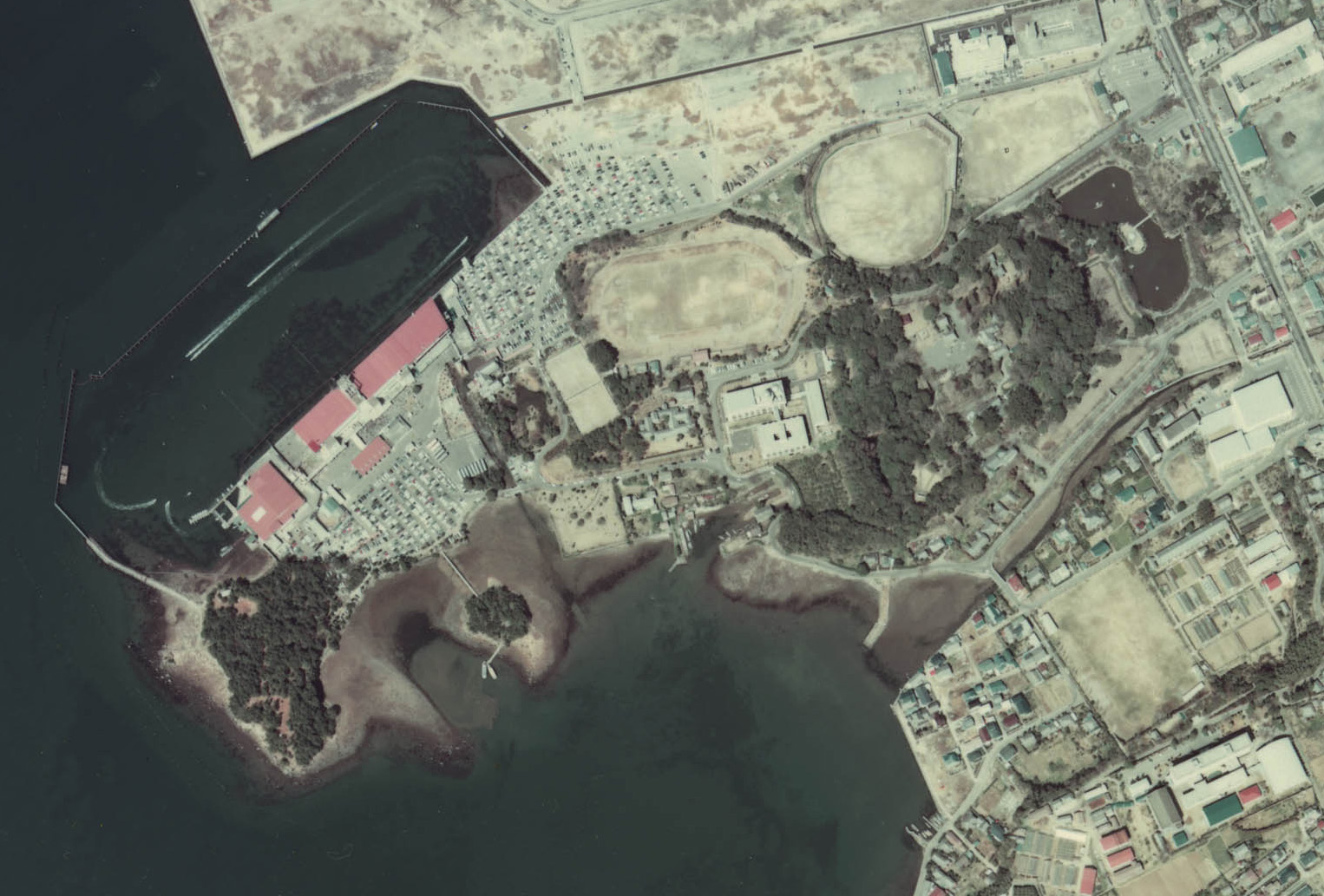
1974年撮影の航空写真（国土航空写真）。左上は大村競艇場

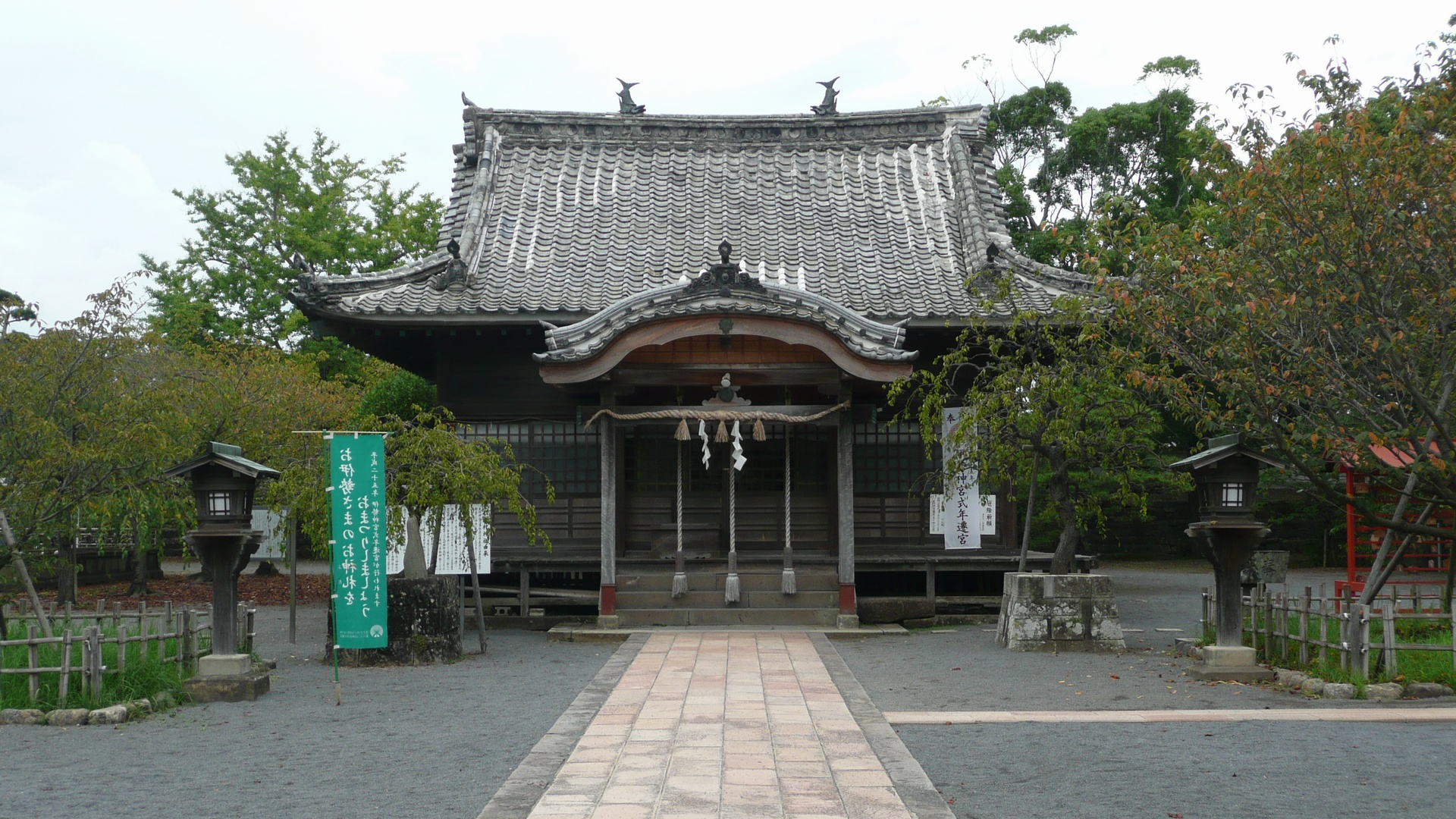
大村神社

大村公園（おおむらこうえん）は、日本の長崎県大村市玖島にある大村市立の都市公園（総合公園）である。玖島城（大村城）跡の外堀を利用してできた公園で、春にはソメイヨシノや国の天然記念物のオオムラザクラ、ハナショウブ、ツツジなどが咲く。日本さくら名所100選・日本の歴史公園100選の1つ。大村市役所の南隣りにある。
1939年に公園として指定。1963年に人工池の「桜田の堀」が完成。1964年までに陸上競技場や野球場、テニスコートなどを擁した総合公園として整備された。1984年時点の総面積は16.85ヘクタール。

## オオムラザクラ
オオムラザクラはサトザクラの突然変異種。1941年に大村神社で外山三郎によって発見され、1967年5月に「大村神社のオオムラザクラ」として国の天然記念物に指定された。二段咲き（上下で重ねたように咲く）で多くの花弁をもつのが特徴である。さらに1947年に外山三郎によって二段咲き（花の中に花が咲く）の「クシマザクラ」が発見され、1967年に長崎県の天然記念物に指定された。

## ハナショウブ
大村公園のハナショウブは、1959年に植えられた肥後系と1963年と67年に明治神宮外苑から移植された江戸系から成る。現在は約30万本が公園内にある。